# C.A.M.P.BASKET
C.A.M.P.BASKET（キャンプバスケット）は東海ラジオで2022年10月2日から放送開始のラジオの情報番組。

## 概要
東海ラジオでは、2022年10月改編をもって、トーク中心からトークと音楽を中心にしたラジオ番組に編成を一新する一環として、日曜日の夕方から夜にかけての時間帯に情報番組を編成することになったもの。
この番組では、東海ラジオで、2022年9月23日まで放送の『小島一宏 モーニングッド!』のパーソナリティをしていた小島一宏が、新しく迎える「一週間の心の準備」のお供に、モノ・コトに加え、そこに関わるヒトにも注目しながら、東海ラジオの放送エリアである「東海地方に根ざした地元愛あふれる」ラジオの情報番組を目指す。なお、番組タイトルの「C.A.M.P.」とは、「C：Cinema／A：Art／M：Music／P：People」のそれぞれの頭文字を取ったものである。

## 放送時間
- 毎週日曜日 17:00-20:00（2025年４月６日～）
- 毎週日曜日 17:00-19:00（2022年10月2日～2025年3月30日）

## DJ
- 小島一宏